# Telefonistki
Telefonistki (hiszp. Las chicas del cable) – pierwszy oryginalny serial Netflixa wyprodukowany w Hiszpanii. Występują w nim Blanca Suárez, Yon González, Maggie Civantos, Ana Fernández, Nadia de Santiago, Martiño Rivas i Ana Polvorosa. Serial miał swoją światową premierę 28 kwietnia 2017 roku. 31 maja tego samego roku potwierdzono drugi sezon, który został opublikowany 25 grudnia, oraz trzeci, który został wypuszczony 7 września 2018 roku. Pod koniec tego samego roku, rozpoczęto nagrania do czwartego sezonu, który wypuszczono 9 sierpnia 2019 roku, kiedy to trwały już nagrania do piątego sezonu. 14 lutego 2020 miała premierę pierwsza część piątego sezonu, a 3 lipca 2020 ukazała się jego druga część.

## Fabuła
W 1928 roku w Madrycie rozpoczyna działalność nowoczesna firma telekomunikacyjna. Serial opowiada o tym, jak zmienia się życie czterech młodych kobiet po rozpoczęciu pracy w tej firmie, która oferuje im pewną niezależność. Każda z tej czwórki jest w różny sposób przywiązana do swojej rodziny, partnerów czy wspomnień, ale zaczynają nawiązywać bliskie przyjaźnie. Serial ukazuje trudy, z jakimi borykały się pracujące kobiety w Hiszpanii w latach dwudziestych XX wieku, a zwłaszcza poważne ograniczenia praw hiszpańskich kobiet w społeczeństwie zdominowanym przez mężczyzn.

## Obsada
- Blanca Suárez jako Lidia Aguilar Dávila / Alba Romero Méndez
- Yon González jako Francisco Gómez
- Maggie Civantos jako Ángeles Vidal
- Ana Fernández jako Carlota Rodríguez de Senillosa
- Nadia de Santiago jako María Inmaculada „Marga” Suárez Pazos
- Martiño Rivas jako Carlos Cifuentes Benavides
- Ana Polvorosa jako Sara Millán / Óscar Ruiz
- Nico Romero jako Pablo Santos Villanueva / Julio Santos Villanueva
- Borja Luna jako Miguel Pascual
- Ángela Cremonte jako Elisa Cifuentes Benavides
- Sergio Mur jako Mario Pérez
- Iria del Río jako Carolina Moreno
- Concha Velasco jako Doña Carmen Benavides de Cifuentes
- Kiti Mánver jako Victoria
- Ernesto Alterio jako Sebastián Uribe
- Antonio Velázquez jako Inspektor Cristóbal Cuevas Moreno
- Luis Fernández jako Pedro Guzmán / Juan
- Carles Francino jako Sergio Andrade / Díaz
- Anahí Civantos / Denisse Peña jako Sofía Pérez Vidal
- Miguel Diosdado jako Isidro Barrero
- Raúl Mérida jako Felipe
- Alex Hafner jako James Lancaster
- Valentina Zenere jako Camila Salvador